# Laufbahnabzeichen Seestern
Das Laufbahnabzeichen Seestern tragen Offiziere und Offizieranwärter des Truppendienstes und des militärfachlichen Dienstes der Marine der Bundeswehr. Es wird auf beiden Ärmeln in Ärmelmitte 3 cm über dem Ärmelstreifen, auf Schulterklappen zwischen Streifen und Knopf getragen. Es ist ein Bestandteil der Uniform und der Dienstgradabzeichen der Marine.
Der fünfzackige Stern (Seestern) hat einen Durchmesser von 2,5 cm. Auf der Dienstjacke (dunkelblau), dem Jackett/Smoking des Gesellschaftsanzuges und dem Überzieher (dunkelblau) besteht er aus goldfarbenen Metallgespinst, ist handgestickt und auf dunkelblauem Grundtuch. Auf dem Hemd (dunkelblau) besteht er aus goldgelbem Textilgespinst, ist maschinengestickt und auf dunkelblauem Grundtuch. Auf dem weißen Hemd ist er aus blauen Textilgespinst, maschinengestickt und auf weißem Baumwollstoff und auf allen dunkelblauen Schulterklappen ist er goldfarben, metallgeprägt oder aus Metallgespinst und handgestickt.
Sanitätsoffiziere und Sanitätsoffizieranwärter tragen anstelle des Seesterns die Laufbahnabzeichen Arzt, Zahnarzt oder Apotheker, Offiziere des Militärmusikdienstes das Laufbahnabzeichen Militärmusikdienst und Offiziere des Geoinformationsdienstes das Laufbahnabzeichen Geoinformationsdienst. Unteroffiziere und Mannschaften der Marine tragen Verwendungsabzeichen entsprechend ihrer Verwendungszugehörigkeit.
Das Sonderabzeichen Kommandant enthält ebenfalls einen fünfzackigen Stern (Seestern).